# Stenalcidia mergiata
Stenalcidia mergiata là một loài bướm đêm trong họ Geometridae.